# Brisbane
Brisbane Ausztrália harmadik legnagyobb városa, egyben Queensland állam fővárosa és legnépesebb városa.

## Fekvése
Közel fekszik a Csendes-óceánhoz, a Brisbane-folyó mellett, az állam délkeleti részén.

## Éghajlat
Brisbane éghajlata párás, szubtrópusi. A nyár forró és párás, a tél száraz és enyhe. Novembertől márciusig gyakoriak a viharok Brisbane felett, alkalomszerű jégesővel, orkán erejű széllel.
| Hónap                                    | Jan. | Feb. | Már. | Ápr. | Máj. | Jún. | Júl. | Aug. | Szep. | Okt. | Nov. | Dec. | Év   |
| ---------------------------------------- | ---- | ---- | ---- | ---- | ---- | ---- | ---- | ---- | ----- | ---- | ---- | ---- | ---- |
| Rekord max. hőmérséklet (°C)             | 40,0 | 41,7 | 37,9 | 33,7 | 30,7 | 29,0 | 28,2 | 35,4 | 37,0  | 38,7 | 38,9 | 40,0 | 41,7 |
| Átlagos max. hőmérséklet (°C)            | 30,3 | 30,0 | 29,0 | 27,4 | 24,5 | 21,9 | 21,9 | 23,2 | 25,6  | 27,1 | 28,2 | 29,4 | 26,5 |
| Átlagos min. hőmérséklet (°C)            | 21,5 | 21,3 | 20,0 | 17,4 | 13,7 | 11,8 | 10,2 | 10,8 | 13,8  | 16,2 | 18,8 | 20,4 | 16,3 |
| Rekord min. hőmérséklet (°C)             | 17,0 | 16,5 | 12,2 | 10,0 | 5,0  | 5,0  | 2,6  | 4,1  | 7,0   | 8,8  | 10,8 | 14,0 | 2,6  |
| Átl. csapadékmennyiség (mm)              | 152  | 143  | 110  | 67   | 68   | 68   | 24   | 41   | 32    | 69   | 100  | 131  | 1004 |
| Havi napsütéses órák száma               | 264  | 223  | 233  | 234  | 236  | 198  | 239  | 267  | 270   | 276  | 270  | 260  | 2968 |
| Forrás: Bureau of Meteorology, Australia |      |      |      |      |      |      |      |      |       |      |      |      |      |

## Története
A várost Sir Thomas Brisbane-ról nevezték el, aki Új-Dél-Wales kormányzója volt 1821-től 1825-ig.
1823-ban Brisbane kormányzó John Oxley hadnagyot elküldte, hogy találjon egy új helyet a visszaeső elítélteknek. Oxley felfedezte, hogy egy nagy folyó ömlik a Moreton-öbölbe. Egy évvel később megérkeztek az első elítéltek az újonnan kijelölt helyre. Brisbane 1824 decemberében meglátogatta a fegyenctelepet és Oxley azt javasolta neki, hogy mind a folyót, mind a települést róla nevezzék el. A törvények szerint szabad telepesek nem közelíthették meg a telep 50 mérföldes körzetét. A közvélemény nyomására végül is beszüntették az elítéltek ausztráliai deportálását. A fegyenctelepülést 1834-ben várossá nyilvánították és 1839-ben megnyílt a szabad telepesek előtt is a hely. A fegyenctelep 1842-ben zárta be kapuit.
Amikor 1859-ben Brisbane Queensland állam közigazgatási központja lett, még csak hatezren éltek a városban. 1901-ben Ausztrália szövetségi államai egyesültek, Queensland állam fejlődése pedig felgyorsult. A fejlődéshez a nagy számú bevándorlás is hozzájárult a két világháborút követő időszakban.
A második világháború alatt a város Douglas MacArthur főparancsnok csendes-óceáni délnyugati központjaként fontos szerepet kapott.
A város fejlődése 1945 után ismét fellendült.
1974-ben viszont az árvíz jelentős pusztítást tett végbe, amit újjáépítés követett. Konferenciaközponttal és egyetemmel rendelkezik.
Itt rendezték az 1982-es nemzetközösségi játékokat, az 1988-i Világkiállítást (Expo '88) és a 2001. évi Goodwill Games fináléját. 2004-ben itt tartották a entomológusok nemzetközi konferenciáját,, 2005-ben pedig az IUFRO (International Union of Forest Research Organizations vagyis Erdőkutatási Szervezetek Nemzetközi Uniója) világkonferenciáját, illetve itt rendezik meg a 2032. évi nyári olimpiai játékokat is.

## Oktatás

### Felsőfokú intézmények
Egyeteme hat karral rendelkezik:
- mezőgazdaság, élelmiszeripar és környezettudományok;
- közgazdasági és jogi;
- műszaki;
- orvosi;
- társadalomtudományi és művészeti;
- információtechnológiai

## Híres szülöttei
- Charles Kingsford Smith (1897–1935), pilóta
- John Cuneo (1928–2020), pilóta
- Diane Cilento (1933–2011), színésznő
- Norma Croker (1934–2019), atléta
- Charles Porter (1936–2020), atléta, magasugró és politikus
- Jonathan Hyde (1948–), színész
- Wendy Turnbull (1952–), teniszezőnő
- Michael Doohan (1965–), motorversenyző
- Miranda Otto (1967–), színésznő
- Peter Dutton (1970–), politikus
- Tammy Ogston (1970–), labdarúgó-játékvezető
- Renee Gracie (1995–), autóversenyző

## Népesség
A település népességének változása:
| Lakosok száma | 2 146 577 | 2 274 600 | 2 287 896 | 2 706 966 |
|               | 2011      | 2014      | 2021      | 2023      |

## Sport
A városban, ahogy egész Ausztráliában is, igen népszerű sport a krikett. Brisbane a székhelye a világ legerősebb krikettbajnokságai közé tartozó Big Bash League egyik csapatának, a Brisbane Heatnek.

## Képek

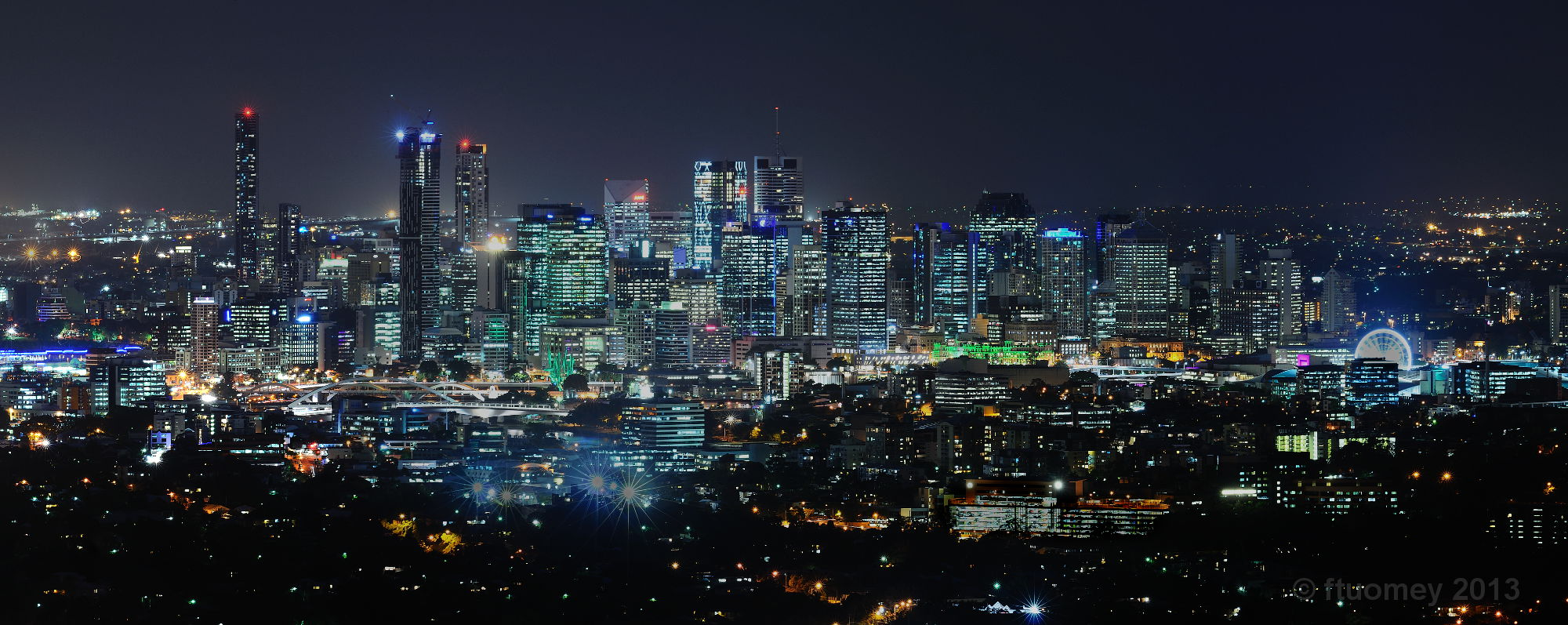
Brisbane központi üzleti negyedének éjszakai látképe, 2013. május

## Fordítás
- Ez a szócikk részben vagy egészben  a   Brisbane című angol Wikipédia-szócikk ezen változatának fordításán alapul.  Az eredeti cikk szerkesztőit annak laptörténete sorolja fel. Ez a jelzés csupán a megfogalmazás eredetét és a szerzői jogokat jelzi, nem szolgál a cikkben szereplő információk forrásmegjelöléseként.
- Ez a szócikk részben vagy egészben  a   Thomas Brisbane című angol Wikipédia-szócikk ezen változatának fordításán alapul.  Az eredeti cikk szerkesztőit annak laptörténete sorolja fel. Ez a jelzés csupán a megfogalmazás eredetét és a szerzői jogokat jelzi, nem szolgál a cikkben szereplő információk forrásmegjelöléseként.